# Сноуборд на зимних Олимпийских играх 2018 — слоупстайл (женщины)
Соревнования в женском сноуборде в дисциплине слоупстайл на зимних Олимпийских играх 2018 должны были пройти 11 и 12 февраля в сноу-парке «Феникс», но из-за плохих погодных условий, соревнование были перенесены на 12 февраля и отменена квалификация. По сравнению с прошлыми Играми увеличилось количество участниц соревнований, а также отменён полуфинальный раунд. В Пхёнчхане должно было выступить 30 сноубордисток, но в стартовом протоколе оказалось лишь 26 спортсменок. Квалификация на Игры осуществлялась согласно рейтингу FIS.
Соревнования в слоупстайле были представлены в программе Олимпийских игр во второй раз. В Сочи первой в истории олимпийской чемпионкой в слоупстайле стала американская сноубордистка Джейми Андерсон, она же подтвердила свое звание в 2018 году. Серебряный призёр Олимпийских игр 2014 года финка Энни Рукаярви вновь попала на пьедестал (несмотря на то, что упала в первом спуске), заняв третье место. На втором месте — канадка Лори Блуен.

## Медалисты
| Золото              | Серебро           | Бронза                  |
| Джейми Андерсон США | Лори Блуен Канада | Энни Рукаярви Финляндия |

## Расписание
Время местное (UTC+9)
| Дата       | Время | Раунд        |
| ---------- | ----- | ------------ |
| 11 февраля | 13:30 | Квалификация |
| 12 февраля | 10:00 | Финал        |

## Результаты

### Квалификация
В квалификационном раунде должны были участвовать 30 сноубордисток, 12 из которых выходили бы в финал. Однако из-за плохой погоды квалификационный раунд был отменён.

### Финал
В финале соревнований должны были участвовать 12 сноубордисток, однако из-за отмены квалификации в финале выступили все спортсменки, которые выполнили вместо трёх только два спуска. В зачёт пошли результат лучшего из них. На каждую попытку давалось 140 секунд.
| Место | Спортсменка          | Страна         | 1-й спуск | 2-й спуск | Лучший |
| ----- | -------------------- | -------------- | --------- | --------- | ------ |
| 1     | Джейми Андерсон      | США            | 83,00     | 34,56     | 83,00  |
| 2     | Лори Блуен           | Канада         | 49,16     | 76,33     | 76,33  |
| 3     | Энни Рукаярви        | Финляндия      | 45,85     | 75,38     | 75,38  |
| 4     | Силье Норендаль      | Норвегия       | 73,91     | 47,66     | 73,91  |
| 5     | Джессика Дженсон     | США            | 72,26     | 41,11     | 72,26  |
| 6     | Хэйли Лэнгленд       | США            | 41,26     | 71,80     | 71,80  |
| 7     | Сина Кандриан        | Швейцария      | 66,35     | 39,80     | 66,35  |
| 8     | Софья Фёдорова       | ОСР            | 27,53     | 65,73     | 65,73  |
| 9     | Юка Фудзимори        | Япония         | 63,73     | 48,51     | 63,73  |
| 10    | Элена Кёнц           | Швейцария      | 17,28     | 59,00     | 59,00  |
| 11    | Джулия Марино        | США            | 55,85     | 41,05     | 55,85  |
| 12    | Асами Хироно         | Япония         | 49,80     | 27,26     | 49,80  |
| 13    | Зои Садовски-Синнотт | Новая Зеландия | 26,70     | 48,38     | 48,38  |
| 14    | Рэйра Ивабути        | Япония         | 48,33     | 31,06     | 48,33  |
| 15    | Анна Гассер          | Австрия        | 42,05     | 46,56     | 46,56  |
| 16    | Шарка Панчохова      | Чехия          | 43,46     | 39,18     | 43,46  |
| 17    | Эйми Фуллер          | Великобритания | 34,63     | 41,43     | 41,43  |
| 18    | Изабель Дерунгс      | Швейцария      | 39,66     | 31,98     | 39,66  |
| 19    | Мияби Оницука        | Япония         | 33,25     | 39,55     | 39,55  |
| 20    | Карла Сомайни        | Швейцария      | 36,71     | 23,08     | 36,71  |
| 21    | Брук Войт            | Канада         | 24,36     | 36,61     | 36,61  |
| 22    | Спенсер О’Брайен     | Канада         | 26,43     | 36,45     | 36,45  |
| 23    | Шерил Мас            | Нидерланды     | 31,71     | 35,30     | 35,30  |
| 24    | Клаудия Медлова      | Словакия       | 26,16     | 34,00     | 34,00  |
| 25    | Люсиль Лефевр        | Франция        | 28,35     | 17,31     | 28,35  |
| 26    | Сильвия Миттермюллер | Германия       | 1,00      | DNS       | 1,00   |